# Jankówek (wzniesienie)
Jankówek – wzniesienie o wysokości 22,1 m n.p.m. na Wybrzeżu Koszalińskim, położone w woj. zachodniopomorskim, w powiecie sławieńskim, na obszarze miasta Darłowo.
Przy południowej części Jankówka przebiega droga wojewódzka nr 203. Jankówek znajduje się ok. 2,4 km od brzegu Morza Bałtyckiego. Ok. 0,8 km na północ leży osada Trzmielewo. Centrum Darłowa położone jest ok. 1,4 km na południowy zachód.
Pod względem geologicznym wzgórze składa się z piasków ze żwirami i mułków kemowych fazy pomorskiej zlodowacenia północnopolskiego.
Do 1945 r. poprzednią niemiecką nazwą wzniesienia było Janken-Berg.
W 1953 r. wprowadzono urzędowo polską nazwę Jankówek.